# 生成式引擎优化
生成式引擎优化（英文：Generative Engine Optimization，简称：GEO）是指为了提升在生成式人工智能中的可见性、引用率和推荐质量，而对内容、结构、表达方式等进行有针对性优化的一种内容策略。

## 发展历史
生成式引擎优化(GEO)由 Aggarwal 等人于 2023 年提出，用于帮助内容创作者在生成式搜索引擎中提升内容可见性。首次系统性提出黑箱优化框架，并引入评估基准 GEO-bench。该研究已被 KDD 2024 接收，被认为是继传统 SEO 之后的新一代优化方法。